# 伊鎮

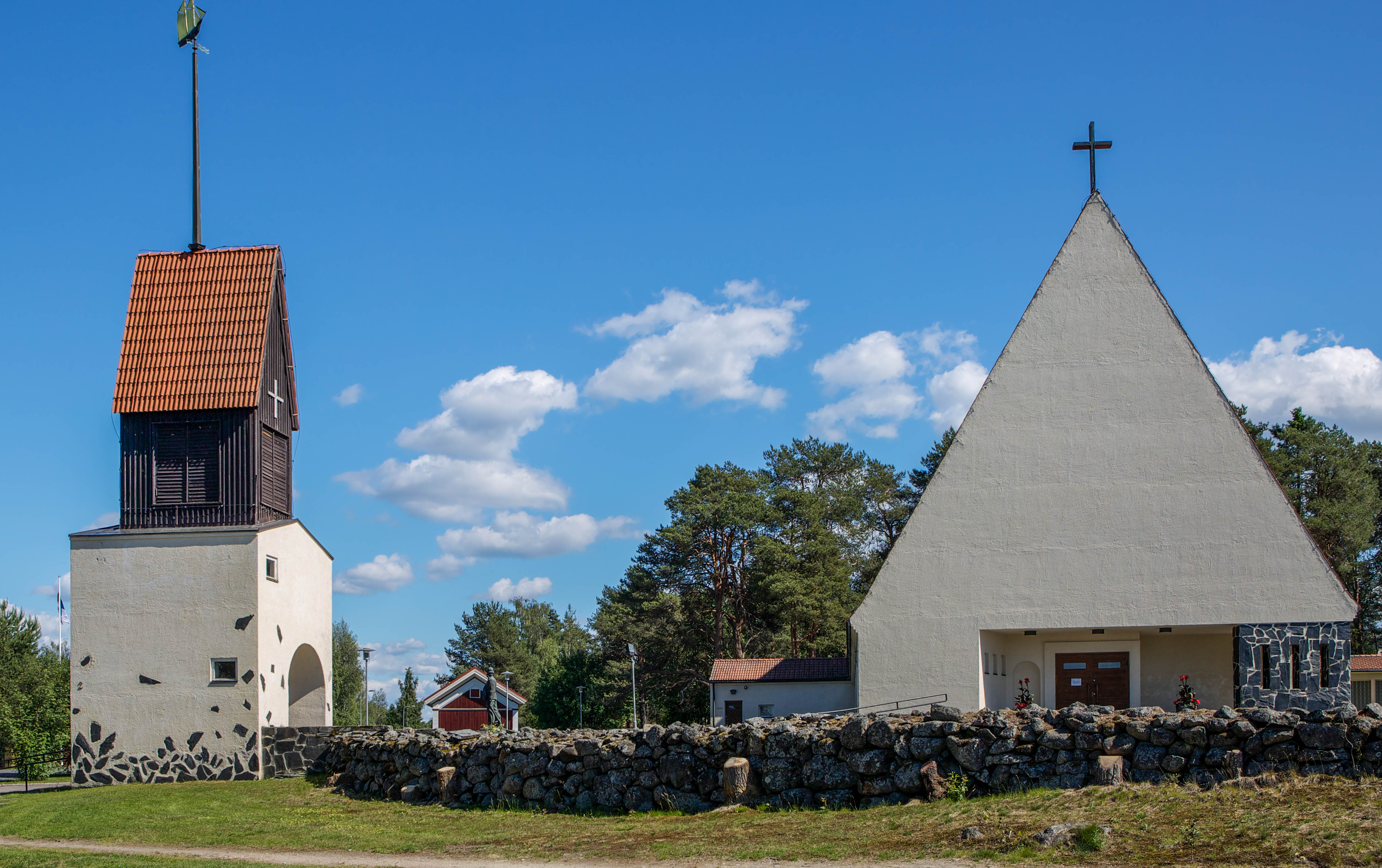
伊鎮教堂

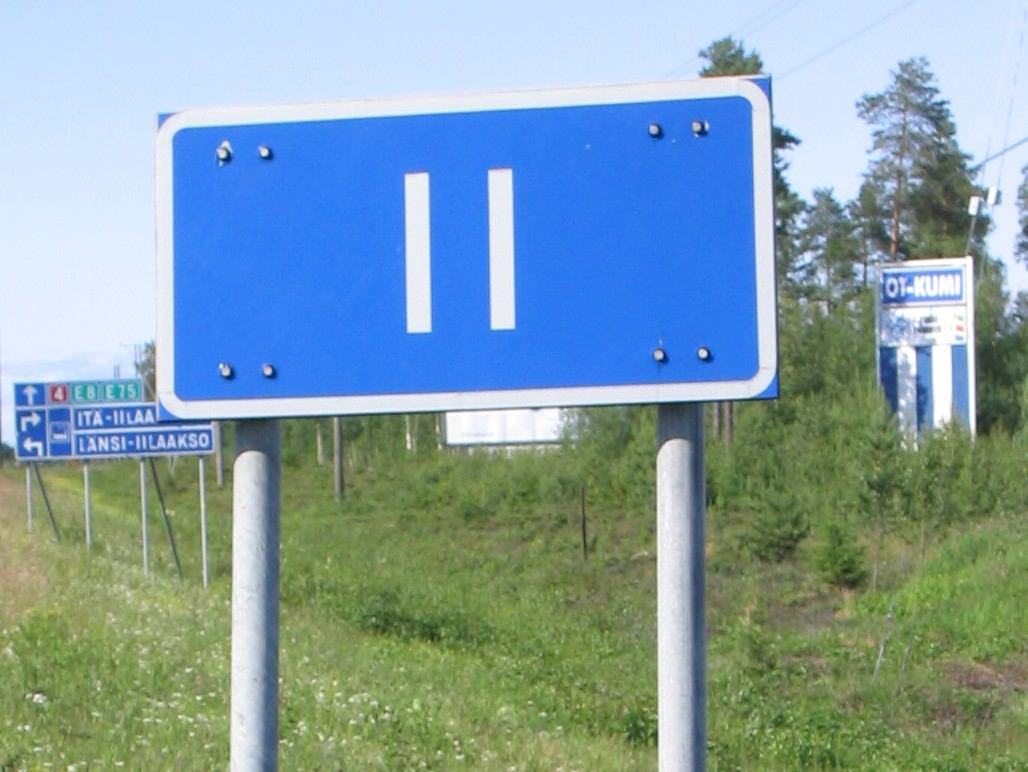
指向伊镇的路标

伊鎮（芬蘭語：Ii）是芬蘭北博滕區的市鎮，位於該國西部波的尼亞灣沿岸，始建於1445年，面積2,809平方公里，2013年人口9,581，人口密度為每平方公里6.17人。

## 外部連結
- 伊鎮官方网站 （页面存档备份，存于） （文） （英文）